# Azahara Muñoz Guijarro
Azahara Muñoz Guijarro (San Pedro de Alcántara, Màlaga, 19 de novembre 1987), encara que d'arrels i família de Doña Mencía (Còrdova) és una golfista que juga a l'LPGA Tour nord-americà i el Ladies European Tour. La cordovesa va ser distingida al març de 2013 amb el Premi Lady Golf com a Millor Jugadora Professional espanyola en la primera edició d'aquests guardons.

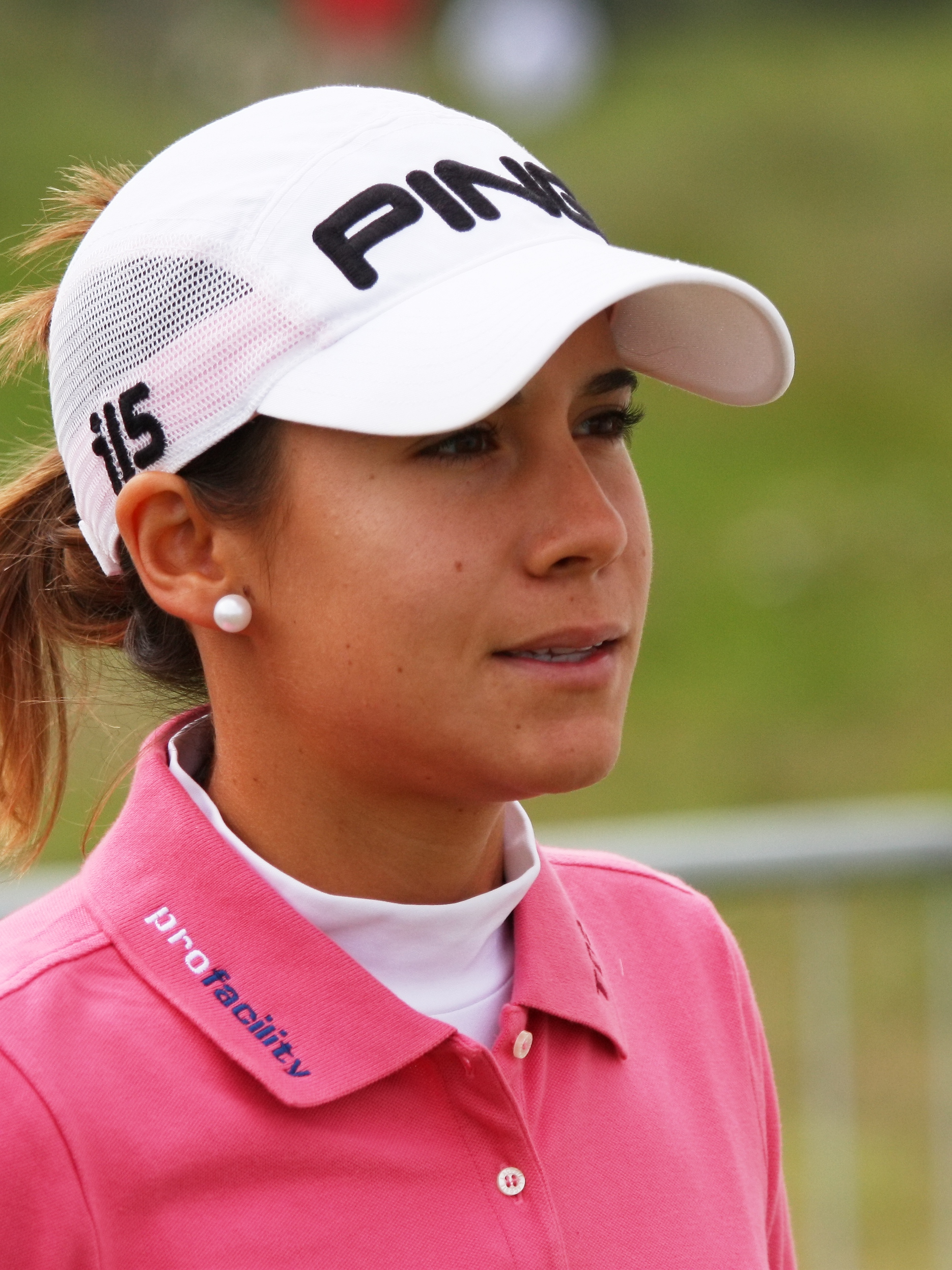
Azahara Muñoz.

Muñoz va ser golfista novell de l'any 2010 del LPGA Tour. En 2012 va aconseguir una victòria, dos segons llocs i nou top 10, per la qual cosa va acabar huitena en la llista de guanys. Des de 2011 ha disputat la Copa Solheim amb la selecció europea, on ha aconseguit 4,5 punts en 11 partits.

## Victòries com a professional

### Ladies European Tour (1)
| No. | Data                | Torneig               | Marcadorganador | Para ekl parell | Marge devictoria | Segon          | Participaciónganancias (€) |
| --- | ------------------- | --------------------- | --------------- | --------------- | ---------------- | -------------- | -------------------------- |
| 1   | 3 d'octubre de 2009 | Madrid Ladies Masters | 71–68–64=203    | -16             | Playoff ¹        | Anna Nordqvist | 50,000                     |

¹ Muñoz va aconseguir un putt eagle bastant allunyat en el primer clot del playoff per aconseguir la victòria en el seu primer torneig com a professional.

## Resultats en els grans de la LPGA
| Torneig                    | 2009 | 2010 | 2011 |
| -------------------------- | ---- | ---- | ---- |
| Kraft Nabisco Championship | T40  | NJ   | T52  |
| LPGA Championship          | NJ   | T11  | T8   |
| O.S. Women's Open          | T40  | T19  | T45  |
| Women's British Open       | CUT  | T19  | T49  |

NJ = no va jugar CUT = no va passar el tall "T" = empat En fons groc quan va finalitzar entre les 10 primeres.

## Resum del Tour LPGA
| Any  | Tornejos jugats | Corts passats | Guanyats | 2. lloc | 3. lloc | Top 10 | Millor classificació | Guanys(US$) | Puestoranking guanys | Mediapuntuación | Puestopuntuación |
| ---- | --------------- | ------------- | -------- | ------- | ------- | ------ | -------------------- | ----------- | -------------------- | --------------- | ---------------- |
| 2009 | 3               | 2             | 0        | 0       | 0       | 0      | T40                  | n/a         | 75.00                |                 |                  |
| 2010 | 21              | 17            | 0        | 0       | 0       | 2      | T4                   | 402,497     | 30                   | 71.29           | 17               |
| 2011 | 17              | 15            | 0        | 0       | 0       | 1      | T8                   | 181,289     | 39                   | 72.69           | 49               |

## Registre en la Solheim Cup[2]
| Any    | TotalPartidos | TotalW-L-H | IndividualesW-L-H                          | A cuatroW-L-H                                               | FourballsW-L-H                    | PuntosGanados | Punts% |
| ------ | ------------- | ---------- | ------------------------------------------ | ----------------------------------------------------------- | --------------------------------- | ------------- | ------ |
| Career | 4             | 2-1-1      | 1-0-0                                      | 1-0-1                                                       | 0-1-0                             | 2.5           | 62.5%  |
| 2011   | 4             | 2-1-1      | 1-0-0 va derrotar amb A. Stanford 1 a dalt | 1-0-1 va guanyar amb C. Matthew 3&2,mitjanes amb C. Matthew | 0-1-0 va perdre amb M. Hjorth 3&1 | 2.5           | 62.5%  |